# Centraal dogma van de moleculaire biologie

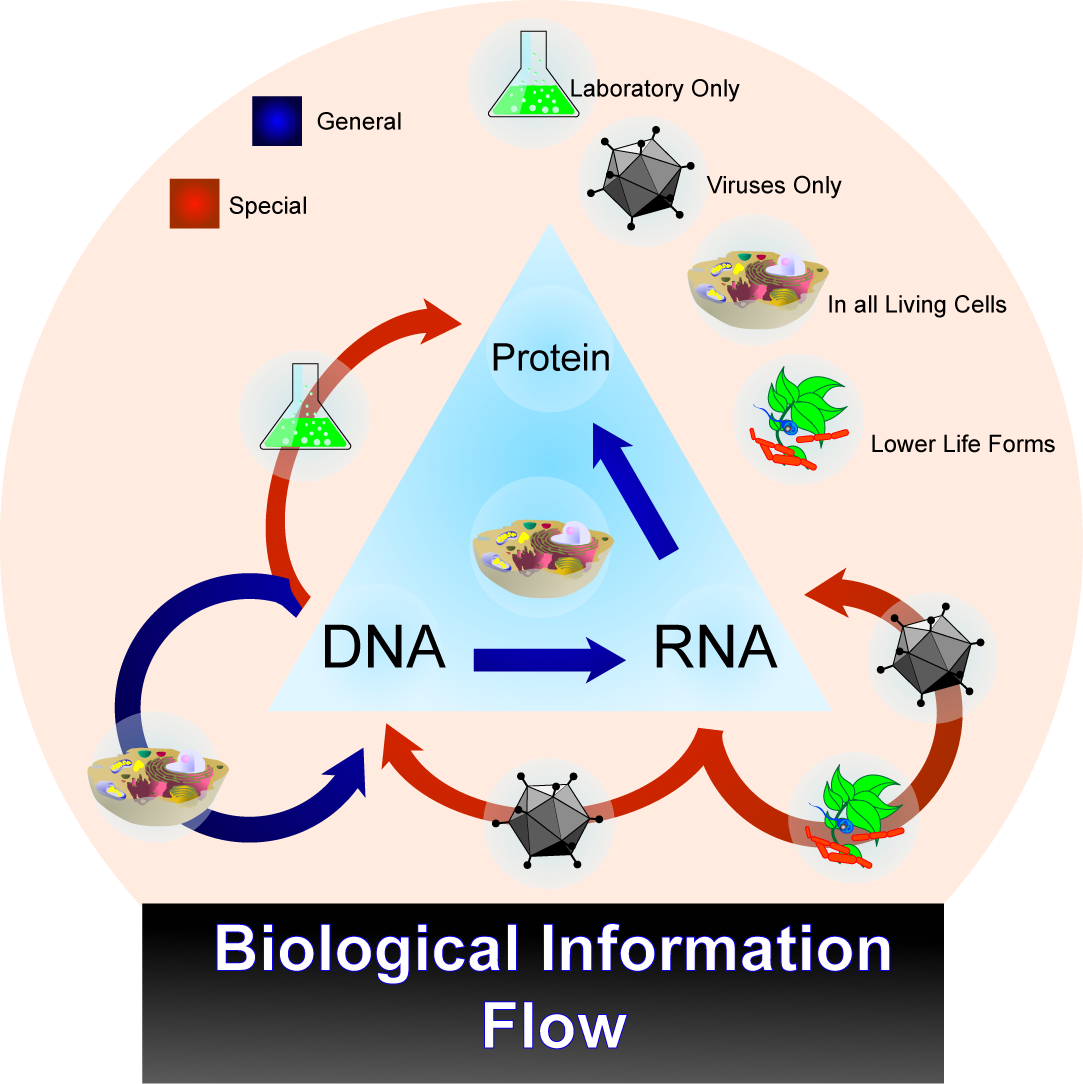
Schematische weergave van informatiestromen in biologische systemen

Het centrale dogma van de moleculaire biologie stelt dat informatie overgedragen kan worden van nucleïnezuren (DNA en RNA) naar eiwitten, maar niet andersom. Het werd opgesteld door Francis Crick in 1958 en geherformuleerd in een artikel in het wetenschappelijke tijdschrift Nature in 1970.
Francis Crick heeft met de term dogma niet aan willen geven dat het gaat om een geloofsuitspraak waaraan niet getwijfeld kan worden, maar dat het een centraal en krachtig idee was waarvoor nog geen redelijk bewijs bestond. Later heeft hij toegegeven dat hij het misschien beter had kunnen benoemen als de Centrale Hypothese.

## Klassen van informatieoverdracht
In de moleculaire biologie zijn DNA, RNA en eiwitten de drie soorten macromoleculen die de belangrijkste informatiedragers vormen. Er zijn 3×3 = 9 mogelijkheden van informatieoverdracht tussen deze macromoleculen. Deze negen mogelijkheden zijn in het centrale dogma onderverdeeld in drie klassen:
1. algemene informatiestromen (komen normaal voor in de meeste cellen):
  - van DNA naar DNA: de replicatie
  - van DNA naar RNA: de transcriptie
  - van RNA naar eiwit: de translatie
2. bijzondere informatiestromen (alleen bij virussen of onder experimentele omstandigheden)
  - van RNA naar DNA: reverse transcriptie door virussen
  - van RNA naar RNA: mogelijk replicatiemechanisme bij virussen
  - van DNA naar eiwit: in vitro aangetoond in een celvrij systeem[4][5]
3. onbekende informatiestromen (komen voor zover bekend niet voor)
  - van eiwit naar DNA
  - van eiwit naar RNA
  - van eiwit naar eiwit (prionen vormen een uitzondering)